# رافائل پریرا دا سیلوا
رافائل پریرا دا سیلوا (به پرتغالی: Rafael Pereira da Silva) مدافع, Wingback اهل برزیل است که در شهر Ilha Solteira و در تاریخ ۱۳ مارس ۱۹۸۰ به دنیا آمده‌است.
رافائل پریرا دا سیلوا در تیم‌های فوتبال Guarani سابقهٔ حضور دارد.